# Howard (Kansas)
Howard és una població dels Estats Units a l'estat de Kansas. Segons el cens del 2000 tenia 808 habitants.

## Demografia
Segons el cens del 2000, Howard tenia 808 habitants, 350 habitatges, i 215 famílies. La densitat de població era de 445,7 habitants/km².
Dels 350 habitatges en un 24% hi vivien nens de menys de 18 anys, en un 51,7% hi vivien parelles casades, en un 6,3% dones solteres, i en un 38,3% no eren unitats familiars. En el 37,4% dels habitatges hi vivien persones soles el 23,7% de les quals corresponia a persones de 65 anys o més que vivien soles. El nombre mitjà de persones vivint en cada habitatge era de 2,16 i el nombre mitjà de persones que vivien en cada família era de 2,83.
Per edats la població es repartia de la següent manera: un 22,4% tenia menys de 18 anys, un 5,4% entre 18 i 24, un 19,2% entre 25 i 44, un 22,8% de 45 a 60 i un 30,2% 65 anys o més.
L'edat mediana era de 47 anys. Per cada 100 dones de 18 o més anys hi havia 78,6 homes.
La renda mediana per habitatge era de 25.822 $ i la renda mediana per família de 28.365 $. Els homes tenien una renda mediana de 24.886 $ mentre que les dones 16.354 $. La renda per capita de la població era de 15.441 $. Entorn de l'11,9% de les famílies i el 14,5% de la població estaven per davall del llindar de pobresa.

## Poblacions més properes
El següent diagrama mostra les poblacions més properes.